# Kunhu Muhammed
Kunhu Muhammed Puthanpurakkal (* 5. März 1982 in Mannarkkad, Kerala) ist ein indischer Leichtathlet, der sich auf den 400-Meter-Lauf spezialisiert.

## Sportliche Laufbahn
Erste internationale Erfahrungen sammelte Kunhu Muhammed bei den Commonwealth Games 2010 in Neu-Delhi, bei denen er mit der indischen 4-mal-400-Meter-Staffel in 3:07,60 min Rang sieben belegte. Anschließend wurde er mit der Staffel bei den Asienspielen in Guangzhou in 3:06,49 min Vierter. Im Jahr darauf gewann er bei den Militärweltspielen in Rio de Janeiro mit der Staffel in 3:08,31 min die Bronzemedaille hinter den Teams aus Polen und Kenia und gelangte im 400-Meter-Lauf bis in das Halbfinale, in dem er mit 48,60 s ausschied. Zwei Jahre später erreichte er bei den Asienmeisterschaften in Pune in 46,61 s Rang fünf über 400 Meter sowie in 3:06,01 min Platz vier mit der indischen Stafette. 2014 nahm er mit der Staffel erneut an den Commonwealth Games in Glasgow teil, wurde dort aber im Vorlauf disqualifiziert. Anschließend belegte er bei den Asienspielen im südkoreanischen Incheon in 46,53 s Rang sieben im Einzelbewerb sowie in 3:04,61 min Rang vier mit der Staffel.
2016 siegte er in 3:06,74 min mit der Staffel bei den Südasienspielen in Guwahati und gewann in 46,73 s Silber über 400 Meter hinter seinem Landsmann Arokia Rajiv. Mit der Staffel qualifizierte er sich erstmals für die Olympischen Spiele in Rio de Janeiro, bei denen er im Vorlauf wegen eines Regelverstoßes disqualifiziert wurde. Im Jahr darauf feierte er mit dem Staffelsieg in 3:02,92 min bei den Asienmeisterschaften in Bhubaneswar seinen bisher größten Erfolg. Damit qualifizierte sich das Quartett für die Weltmeisterschaften in London, bei denen sie mit 3:02,80 min in der ersten Runde ausschieden. 2018 nahm mit der indischen Stafette erneut an den Asienspielen in Jakarta teil und gewann dort in 3:01,85 min die Silbermedaille hinter der Mannschaft aus Katar. Im Jahr darauf wurde er mit der indischen Staffel bei den Asienmeisterschaften in Doha disqualifiziert. Anschließend schied er bei den World Relays in Yokohama mit 3:06,05 min im Vorlauf aus und Ende Oktober erreichte er bei den Militärweltspielen in Wuhan in 3:06,81 min den vierten Platz.
In den Jahren 2010, 2011 und 2013 wurde Muhammed indischer Meister im 400-Meter-Lauf sowie 2012 mit der 4-mal-400-Meter-Staffel.

## Persönliche Bestzeiten
- 400 Meter: 46,08 s, 27. September 2014 in Incheon
  - 400 Meter (Halle): 48,03 s, 29. Januar 2012 in Bangalore